# 山口組と松本組の抗争事件
山口組と松本組の抗争事件（やまぐちぐみとまつもとぐみのこうそうじけん）とは、1960年（昭和35年）3月1日から3月2日にかけて兵庫県尼崎市で発生した三代目山口組丸三組・大平組と松本組・松本組山本組との暴力団抗争事件である。

## 抗争勃発まで
1950年、三代目山口組丸三組の陳三郎組長は、松本組・笠田隆平組長が縄張りとする、尼崎市神田中通り南十字路に国際パチンコをオープンさせた。1952年、陳三郎は、尼崎市神田中通一帯のパチンコ店、キャバレー、バーなどの用心棒を請け負い、松本組の縄張りに進出した。1954年4月、丸三組組員が、尼崎市の松本組山本組組員・南風利一を刺身包丁で刺殺した。これを受けて陳三郎は田岡一雄に応援を求めたものの、田岡一雄は即座に応援部隊を送れなかった。そのため陳三郎は、笠田隆平と山本長次に詫びを入れた。1959年4月、陳三郎は、暴力行為で有罪判決を受け服役。田岡一雄は、大平組・大平一雄組長を派遣し丸三組を統括させた。

## 抗争
1960年3月1日夕方、尼崎市神田北通り3丁目の路上で、大平組組員・安田幸治が山本組組員・田島勉を刺殺。同日、大平一雄が、丸三組組員と大平組組員の合計30人を国際パチンコに集め、松本組・山本組の殴り込みに備えた。大平はブローニング22口径を持参した。笠田隆平は松本組組員と山本組組員の合計43人を国際パチンコ近くの建設会社倉庫に集めた。笠田は日本刀を持参した。
3月2日午前0時30分、笠田隆平や山本長次ら松本組組員・山本組組員43人が、拳銃、日本刀、あいくち、鉄棒、木刀を持ち、国際パチンコへ向かった。大平組組員・宮前武が、松本組組員・山本組組員の殴り込みに気がつき、大平一雄に報告した。大平一雄ら大平組組員・丸三組組員30人は、国際パチンコを出た。パトロールカーの警察官が、無線で警察署に、大平組・丸三組の出撃を報告した。警官隊は、国際パチンコに向かった。松本組組員・山本組組員が尼崎市神田中通り南十字路で大平組組員・丸三組組員と遭遇し乱闘となった。大平は拳銃で発砲した。
やがて警官隊が尼崎市神田中通り南十字路に到着。森田警部がラウンドスピーカーで乱闘を中止するよう求めた。しかし乱闘は続いた。森田警部が再度乱闘の中止を求め拳銃の使用を警告。その後、松本組組員が警官隊に向かって発砲した。警官隊は発砲した松本組組員を射殺した。
午前1時、警官隊は、乱闘する大平組・丸三組・松本組・山本組に突入し、乱闘を抑えた。重軽傷者は20余名となった。
この後、松本組、山本組は消滅した。